# Før stormen
Før stormen er en dansk kortfilm fra 2011, der er instrueret af Andreas Thaulow efter manuskript af ham selv og Jesper G. Laursen.

## Handling
15-årige Sigurd bor sammen med sin unge mor, Marianne, i en nedslidt lejlighed i København. Marianne har lige mødt Peter, som gerne vil gøre et godt indtryk på Sigurd. Men Sigurd er bekymret på sin mors vegne og skeptisk over for Peter.